# Psychosaura macrorhyncha
Psychosaura macrorhyncha là một loài thằn lằn trong họ Scincidae. Loài này được Hoge mô tả khoa học đầu tiên năm 1946.